# Tokat
Tokat è una città della Turchia capoluogo dell'omonima provincia.

## Storia
La città venne fondata dagli Hittiti. Dopo la battaglia di Manzicerta passò sotto il controllo dell'Impero selgiuchide.

## Caratteristiche
Situata nell'omonima provincia, la città si presenta con molti spazi verdi ed è costeggiata dal fiume 
Yeşil ırmak (Fiume Verde).